# Чёрное Рождество (фильм, 2006)
«Чёрное Рождество» (англ. Black Christmas) — американский cлэшер 2006 года, ремейк одноимённой картины. Премьера состоялась в Лос-Анджелесе 19 декабря 2006 года. В 2019 году вышел второй ремейк с тем же названием.
Действие фильма происходит за несколько дней до Рождества и рассказывает историю девушек из сестринского клуба, которых преследовали и убивали бывшие жители дома, сбежавшие из приюта и психиатрической клиники во время метели.
В декабре 2006 года перед премьерой фильм раскритиковали религиозные группы в связи с его специфическим содержанием, а также решение дистрибьютора выпустить фильм на Рождество в Соединённых Штатах. Мировая премьера состоялась в Великобритании 15 декабря 2006 года, и, несмотря на негативную реакцию со стороны некоторых религиозных организаций, премьера в США на Рождество добилась умеренного кассового успеха, хоть фильм позже и получил отрицательные отзывы.

## Сюжет
Билли Ленц родился в 1970 году с желтухой, и мать ненавидела как его, так и своего мужа. Спустя пять лет в канун Рождества она вместе с любовником убивает мужа. Билли находит их, когда те закапывали труп отца Билли в погребе. Убегая от них, Билли влез на чердак, где нерадивая мамаша и заперла его на долгие годы. Через семь лет, когда мисс Ленц безуспешно пытается зачать от любовника нового ребёнка, она поднимается на чердак и совращает своего сына, после чего на свет появилась Агнесса. В канун Рождества восемь лет спустя Билли выбирается с чердака и нападает на семью, изуродовав Агнессу и жестоко убив мать с отчимом. Его поймали и поместили в психиатрическую больницу, а девочку поместили в интернат. В канун Рождества 2006 года Билли выбирается из своей камеры, убив охранника и человека в костюме Санта Клауса, маскируясь под которого, выбирается незамеченным.
В это же время в студенческом сестринстве Дельта Альфа Каппа убивают одну из сестёр, Клер Кросби. На первом этаже девочки вместе со своим куратором миссис Maк ищут потерянный подарок для Билли в рамках игры «Тайный Санта», так как сообщество находится в его бывшем доме. Тем временем сестра клуба Меган слышит мелодию феи Драже с чердака. Поднявшись наверх, на неё нападает убийца, выколов её глаза. В гостиной остальные девушки получают странные звонки на общий телефон с номеров убитых студенток, содержание которых становится всё более зловещим. Взволнованная Келли проверяет, на месте ли Меган, но вместо этого находит своего парня Кайла в её комнате, и девушки его прогоняют. Тем временем за Клер приезжает старшая сводная сестра Ли, чтобы забрать её домой, но никто не может найти её.
Когда в доме пропадает электричество, сестра Дана спускается в погреб, чтобы проверить электрощит, где её и убивает неизвестный. Получив новый жуткий звонок, на этот раз от Даны на телефон Келли, все девушки выходят на улицу искать её, но находят отрубленную голову Евы, недавно ушедшей сестры, и понимают, что печально известный Билли вернулся домой. Хизер и миссис Мак решают уехать, поскольку из-за гололёда полиция не может вовремя добраться до сестринства, в то время как Келли, Ли, Мелисса и Лорен остаются в доме, надеясь найти пропавших девушек живыми. В машине Хизер убивают, а увидевшая это миссис Мак, от страха отшатнувшись к двери гаража, погибает от упавшей на голову сосульки. Увидев, что автомобиль стоит на месте, Ли и Келли решили пойти и проверить, оставляя Мелиссу в комнате со спящей после алкогольного отравления Лорен. Спустившись вниз, Келли и Ли замечают лужу крови, и на их крик из комнаты выбегает Мелисса. В коридоре неизвестный убивает Мелиссу, выколов ей глаза.
Вернувшись в комнату, Келли и Ли находят убитую Лорен с выколотыми глазами. В комнату врывается Кайл, уверяет девушек в своей невиновности и просит их уйти из дома. Тем не менее Келли и Ли, которые всё ещё надеются найти пропавших девушек, решают проверить чердак, так как это единственное непроверенное место в доме. Кайл решает лезть первым, но убийца надевает ему на голову пластиковый мешок и, затянув наверх, протыкает голову стеклянной фигуркой единорога. Келли и Ли поднимаются на чердак и видят, что убийцей всё это время была Агнесса, дочь и сестра Билли. Она зажигает свечи, и девушки видят рассаженные вокруг ёлки тела Меган, Мелиссы, Евы и Клер. Ли проваливается через пол на нижний этаж, и в то же время на чердак взбирается Билли. Во время борьбы Келли с Агнессой начинается пожар. Келли и Ли успевают убежать, а Агнесса и Билли горят в доме.

### Финал
Для проката в США и Европе были смонтированы разные версии фильмов, которые, помимо прочего, различались финалами. В российском прокате шла европейская версия.
- Американский финал. В морге получивший небольшой ожог лица Билли приходит в себя, убивает патологоанатома и вскрывает мешок с Агнессой, которая тоже приходит в себя. Пока Келли проходит рентген, Агнесса появляется в её больничной палате и убивает Ли. Когда Келли возвращается в свою комнату, Агнесса спускается с межпотолочного пространства и нападает на неё, но Келли использует дефибриллятор, чтобы убить Агнессу. Мгновение спустя с потолка спускается Билли и гонится за Келли к лестнице. Они недолго сражаются, после чего Келли сталкивает Билли в пространство между лестницами, где он падает спиной на верхушку рождественской ёлки, насквозь проткнувшую его.
- Европейский финал. Билли получает ожоги почти всего тела и умирает на операционном столе. Ли вызывают на опознание трупа Агнессы. Вместо тела Агнессы в мешке оказывается её сестра Клер. Ли бежит в палату к Келли и видит Агнессу, которая ломает Ли шею. Когда Келли возвращается в свою палату после рентгена, Агнесса нападает на неё, но Келли использует дефибриллятор и убивает её. Родители Келли забирают её домой.

## В ролях
| Актёр                 | Роль                  |
| --------------------- | --------------------- |
| Кэти Кэссиди          | Келли Пресли          |
| Мишель Трахтенберг    | Мелисса Китт          |
| Мэри Элизабет Уинстэд | Хизер Ли-Фицджеральд  |
| Кристен Клоук         | Ли Колвин             |
| Кристал Лоу           | Лорен Хэннон          |
| Андреа Мартин         | Мисс Барбара МакГенри |
| Лейси Шабер           | Дана Мэтис            |
| Оливер Хадсон         | Кайл Отри             |
| Джессика Хармон       | Меган Хелмс           |
| Карин Коновал         | Мама Билли            |
| Роберт Манн           | Взрослый Билли Ленц   |

## Прокат
Фильм вышел в прокат в понедельник 25 декабря (на католическое Рождество) 2006 года в Соединённых Штатах и собрал 3 723 364 доллара в первый уик-энд. Общие сборы по всему миру составили 21 510 851 доллар, из которых 16 273 581 доллар фильм собрал в США.
Продажи фильма на DVD составили $30,1 млн доллар, что превысило выручку от театрального проката. Фильм до сих пор не вышел на Blu-ray в США, но выходил в Канаде в 2007 году ограниченным тиражом с американской прокатной версией, а затем в 2020 году в Германии с тремя версиями: двумя американскими (прокатной и полной, которая длиннее на две минуты) и европейской.

## Критика
На сайте Rotten Tomatoes фильм получил средний рейтинг 3,3 из 10 на основании 55 рецензий кинокритиков, удостоившись лишь 14 % свежих помидоров.
На агрегаторе Metacritic фильм получил средний рейтинг 22/100 на основании 17 обзоров.

## Комментарии
1. ↑  Данная сцена есть в европейской версии фильма, выпущенной в России, в то время как в американской Мелисса погибает, когда убийца после схватки швыряет в неё коньки, лезвия которых отсекают девушки затылок.